# Daniel Spitzl
Daniel Spitzl (* 	7. Juli 1983) ist ein österreichischer Leichtathlet.
Der von Andreas Auer trainierte 800- und 1500-Meter-Läufer startet für den BSV Brixlegg.
Spitzl startete über 1500 Meter bei den Leichtathletik-Europameisterschaften 2006 in Göteborg und schied im Halbfinale aus (Platz zwölf: 3:46,08 min).

## Erfolge

### Bis 2002
insgesamt 12 Nachwuchsmeistertitel

### 2001
- 2. Platz Österreichische Meisterschaften in Innsbruck

### 2002
- 17. Platz Juniorenweltmeisterschaften 1500 m (Kingston/Jamaika)
- Österreichischer U23-Meister über 800 und 1500 m (Feldkirch)

### 2003
- 15. Platz U23-Europameisterschaften 1500 m (Bydgoszcz/Polen)
- 2. Gugl-Meeting 800 m (Linz)
- 17. Letzigrund-Meeting 1500 m (Zürich/Schweiz)
- Österreichischer Meister 1500 m (Salzburg)
- 3. Österreichische Meisterschaften im Crosslauf (Feldkirch)
- 6. Militärweltmeisterschaften (Catania/Italien)